# Górnik-Olimpijczyk
Górnik Olimpijczyk – pomnik, rzeźba Górnika (nazywana również Olimpijczykiem) znajdująca się w dzielnicy Rudy Śląskiej – Ruda, na terenie placu im. Żwirki i Wigury. Ustawiono go w latach 60. XX wieku w centrum niecki basenowej wyposażonej w wodotryski. Autorstwo rzeźby przypisuje się rudzkiemu artyście Piotrowi Latosce.

## Historia
Rzeźba została ustawiona na placu im. Żwirki i Wigury w pierwszej połowie lat 60. XX wieku. Datowanie to potwierdzają zarówno relacje świadków przekazane pracownikom Biura Miejskiego Konserwatora Zabytków, jak i wspomnienia wykonawcy prac konserwatorskich. Najbardziej prawdopodobny okres powstania to lata 1962–1963. Archiwalne fotografie dokumentujące montaż wskazują, że odbył się on w miesiącach letnich. Takie informacje potwierdzają również świadectwa ustne zebrane w trakcie kwerendy. Analiza stylistyczna dzieła sugeruje, że powstało ono w nurcie redukcji form charakterystycznym dla śląskiej rzeźby plenerowej końca lat 50. i początku lat 60. XX wieku. W 2021 roku rzeźba przeszła gruntowną renowację w ramach programu Centrum Rzeźby Polskiej w Orońsku „Rzeźba w przestrzeni publicznej dla Niepodległej – 2021”.

## Opis
Rzeźba jest pełnoplastycznym przedstawieniem sylwetki ludzkiej, wykonanym z blachy spawanej osadzonej na stalowym ruszcie i umieszczonym na trójkątnym postumencie. Ukazuje postać w przyklęku, z prawym kolanem opartym na podłożu. Lewa ręka uniesiona jest ponad głowę, a w dłoni znajduje się znicz olimpijski. Figura pozbawiona jest szczegółów anatomicznych, a jej proporcje są celowo zdeformowane – kończyny zostały silnie wydłużone. Brak indywidualnych cech oraz uproszczenie formalne charakterystyczne jest dla rzeźby awangardowej.